# Аня Дорфманн
Аня Дорфманн (9 липня 1899, Одеса, Російська імперія  – 21 квітня 1984, Нью-Йорк, США) — американська піаністка та педагог, яка багато років викладала в Джульярдській школі в Нью-Йорку та була першою з небагатьох жінок-піаністок, які грали або записувались під керівництвом Артуро Тосканіні.

## Кар'єра
Народилася в Одесі, Російська імперія (нині Україна) у 1899 році, в родині купця. Свій перший концерт дала в 11 років. Приблизно в цей час вона виступала дуетом з ще молодшим Яшею Хейфецем. У 1916—1917 роках навчалася з Ісидором Філіппом у Паризькій консерваторії, потім повернулася до Російської імперії у розпал революції. 1920 року повернулася до Франції, почала свою професійну кар'єру в Бельгії і протягом наступних 15 років грала в Європі та Великій Британії під керівництвом таких диригентів, як Віллем Менгельберг, Томас Бічем і Генрі Вуд. За цей час вона облаштувалася у Лондоні. Серед артистів, з якими вона виступала у Великій Британії, були Джон Маккормак і Геддл Неш.
1936 року дебютувала в Нью-Йорку у Town Hall і знову виступила там у 1938 і 1939 роках. Вона стала першою піаністкою, яку залучив як солістку Артуро Тосканіні, під його керівництвом вона зіграла «Фантазію для фортепіано, хору та оркестру» Бетховена з його симфонічним оркестром NBC 2 грудня 1939 року. Пізніше вони зіграли всі фортепіанні концерти Бетховена і записали Перший концерт у 1945 році (існує також запис живого виступу 1939 року). Вона оселилася у США у 1938 році, гастролюючи та записуючись. Її агентом на той момент був Девід Рубін. Серед її виступів — концерти під керівництвом Сергія Кусевицького.
1947 року Аня Дорфманн активно працювала з актрисою Барбарою Стенвік, яка знімалася у фільмі «Інша любов», в ролі піаністки. Хоча Аня Дорфманн виконала фортепіанну партію, вони займалися по три години на день, щоб рухи акторки відповідали музиці.
1956 року (за деякими джерелами 1966 рік) приєдналася до факультету фортепіано Джульярдської школи, де працювала до кінця свого життя. Учнями Ані Дорфманн були Лев Наточенний, Олександр Пєсканов, Солвейг Фансет, Мінуетта Кесслер, Реймонд Джексон, Суезенн Фордем, Роман Маркович, Роберт Шеннон і Маріан Мігдал.
Вийшла на пенсію у червні 1983 року і померла 21 квітня 1984 року у віці 84 років.

## Особисте життя
Була дружиною Володимира Дорфманна, російського бізнесмена, з яким познайомилася в Парижі. Їхня донька, Наташа Ульман (1929—1986), була письменницею, яка писала під псевдонімом Наташа Стюарт; була автором «Лихого ока й інших історій» і часто дописувала в «Нью-Йоркер». Ульман мала двох синів, Ніколас й Алекс Ульмани.

## Записи
Аня Дорфманн зробила кілька записів переважно для RCA Victor, деякі з найвідоміших з яких:
- Бетховен: Соната для фортепіано № 8, Соната для фортепіано № 14[32]
- Бетховен: Потрійний концерт, Мішель П'ястро, скрипка та Джозеф Шустер, віолончель, Симфонічний оркестр NBC, Артуро Тосканіні, живий запис[33][34]
- Бетховен, Концерт для фортепіано з оркестром № 1, NBC SO, Тосканіні (2 записи; один концертний запис 1939 року та студійний запис 1945 року)[34][35]
- Бетховен, Фантазія для фортепіано, хору та оркестру, NBC SO, Тосканіні, Карнегі-хол, грудень 1939 року, живий запис[34][36]
- Шопен: Тарантель[37]
- Шопен: Вальси[38]
- Гріг: Концерт для фортепіано з оркестром, Оркестр Робін Гуда Делла, Еріх Лейнсдорф[9]
- Ліст: Угорська рапсодія № 10[9][37]
- Мендельсон: Фортепіанний концерт № 1 соль мінор
  - Лондонський симфонічний оркестр, Вальтер Гер[9][39]
  - Оркестр Робіна Гуда Делла, Еріх Лайнсдорф[9][39]
- Мендельсон, Пісні без слів (повністю)[9][39]
- Менотті: Річеркаре і Токката[39]
- Равель: Сонатина[9]
- Шуман: Карнавал, ор. 9[9]
- Шуман: Fantasiestücke, Op. 12[9]
- Шуман: Альбом для молоді, Op. 68, уривки[40]
- Йоганн Штраус-син, обр. Таузіг: Valse-Caprice No. 2 «Man lebt nur einmal» (1938; лише другий запис цього твору, Сергій Рахманінов вперше записав його 1927 року)[41]
- Чайковський: Альбом для дітей, ор. 39, уривки[40]
- Чайковський: Пори року, уривки[40]